# Civitas
Civitas (plural: Civitates) je latinska riječ koja je značila građanstvo - državljanstvo, to je bio i pravni termin koji se odnosio na stanovnike ali i čitava naselja i političke zajednice i određivao njihov pravni status. Ponekad se rabio samo izraz civis, a odnosio se na stanovnika.
Rimljani su taj izraz kao i mnogo toga preuzeli iz starijeg grčkog termina πολιτεία (politea) koji je u osnovi značio isto.

## Razvoj značenja
Na samome početku rađanja Rimskoga Carstva, za vrijeme Rimskoga kraljevstva, status rimskog građanina (Civitas Romanus) imali su isključivo patriciji (starosjedioci) Rima, dok plebejci (novopridošlice) nisu imali nikakva politička prava niti mogućnost sklapanja brakova s patricijima. Ravnopravnost su stekli tek početkom Rimske Republike.
Kako se vlast Rima širila izvan Lacija novosvojeni krajevi i njihovi stanovnici dobivali su status; pobijeđenih ili robova (dediticii) ili saveznika (civitates foederatae) ovi su potonji imali pravo zadržati neke slobode, ovisno o sporazumu koji su potpisali s Rimom.
Krajem republikanskog razdoblja, između 90 i 87. pr. Kr. svi su građani Apeninskoga polluotoka dobili status civitas.
Pri kraju Rimskog Carstva car Karakala izdao je 212. edikt nazvan Constitutio Antoniniana, njime su status civitas stekli svi slobodni stanovnici imperija, osim dediticii (robova)

## Status Civitates
Prestižna i gospodarski važna naselja, kao Massilia (današnji Marseille) i Messina (današnja Mesina) bila su primjer okupiranih područja kojima je dat poluautonomni status za vrijeme Rimske Republike. Otok Malta dobio je taj status kao nagradu za odanost Rimu za vrijeme Drugoga punskog rata. Nova romanizira urbana naselja savezničkih naroda, zvana su civitates, bila su obično potpuno nova naselja podizana pored starijih koja su bila važna za taj kraj. 
U osnovi su postojale tri skupine statusa;
- civitas stipendiaria (zajednice koje su plaćale porez)
- civitas foederata (savezničke zajednice, oslobođene od plaćanja poreza i pokoravanja rimskim zakonima)
- civitas libera (slobodne zajednice)

Civitates se razlikovao od lošije planiranih naselja vicus koja bi spontano nastajala oko nekog legionarskoga garnizona, ili kolonije umirovljenih legionara ili naselja koja su izrasla iz postojećih municipija. Civitates su bili regionalni trgovačka i administrativna središta sa svom potrebnom infrastrukurom; bazilike, forum i sve ostale javne zgrade. Zemljište određeno da postane dio civitasa, je službeno dijeljeno, jedan dio dodijeljen je lokalnim stanovnicima, a dio zemljišta ostao je državnome vlasništvu. Zacrtana je osnovna mreža ulica, ali je razvoj naselja ostao na stanovnicima, uz rezervaciju zemljišta za pojedine javne objekte koje su podizane uz carsku pomoć. Njihova je primarna funkcija bila poticanje lokalnoga gospodarstva, radi što većeg poreznog prihoda i proizvodnje sirovina. 
Svim je ovim aktivnostima upravljao ordo ili curia, vijeće civitasa sastavljeno od prominentnih ličnosti koje su se mogle kandidirati za tu javnu funkciju. Civitates obično nisu imali nikakvih obrambenih zidina, osim provizornih zemljanih palisada koje bi se podizale u slučaju opasnosti.
Za vrijeme kasnoga carstva, Civitas se nije dodjeljivao samo prijateljskim i savezničkim narodima i njihovim gradovima, već i svim miroljubivim pokrajinama koja su imala neku lokalnu upravu. 
Na kraju carstva, civitates su imale vlastitu miliciju na čelu s decurionom, to su često bile jedine obrambene snage u udaljenim područjima carstva kojima su prijetili barbari.

## Status Civitas
Rimski je građan (Civitas Romanus) bio dio rimskog naroda (Populus Romanus) i imao pravo biti biran (ius honorum) i da za natjecanje za javne funkcije, za glasovanje (ius suffragii), na obranu pred sudom ako je za nešto bio optužen, da se ženi, i na pristup svim rimskim javnim ustanovama.
Prvenstvena mu je dužnost bila služiti vojsku i plaćati porez (ovo je bilo različito u raznim fazama carstva).

### Stjecanje statusa
- Rođenjem;
- Oslobođenjem iz ropstva (manumissio);
- Donatio civitatis: osobe, a u nekim slučajevima i čitava naselja i teritoriji, dobivala su status temeljem odluke magistrata ili rimskih careva.

### Gubitak statusa
- Gubitkom slobode (zbog pada u zarobljeništvo, ili prodaje u ropstvo ili zbog dezerterstva i sličnih prekršaja)
- Egzilom (interdictio aque et igni[1] - doslovno zabrana uporabe vode i vatre);
- Progonstvom (deportatio).[1]

Gubitak ili uskraćivanje građanskih prava zvao se deminutio capitis, gubitkom slobode (capitis deminutio maxima ), gubilo se i pravo na rimsko građanstvo, ali se građansko pravo moglo izgubiti i bez gubitka slobode u nekim slučajevima (capitis deminutio media ).
U pojedinim slučajevima moglo se natrag dobiti status rimskog građanina i sva stečena prava, kad bi se tko uspio osloboditi iz neprijateljskoga zarobljeništva.

### Ograničenje statusa
- Oslobođenim robovima
- Osobama pod cenzorskom zabilješkom (nota cenzoria), tj. osobama koje se oglušuju na moralna pravila;
- Kršćanima, Židovima i drugim hereticima.

## Vanjske poveznice
- Yves Lassard, Alexandar Koptev:The Roman Law Library" (Library)  Arhivirana inačica izvorne stranice od 31. kolovoza 2012. (Wayback Machine)